# Сасано
Сасано (итал. Sassano) је насеље у Италији у округу Салерно, региону Кампанија.
Према процени из 2011. у насељу је живело 2067 становника. Насеље се налази на надморској висини од 477 м.

## Становништво
| 1931. | 1936. | 1951. | 1961. | 1971. | 1981. | 1991. | 2001. | 2011. |
| ----- | ----- | ----- | ----- | ----- | ----- | ----- | ----- | ----- |
| 5.104 | 5.189 | 5.846 | 5.743 | 5.444 | 5.463 | 5.337 | 5.190 | 4.995 |